# 新潟県道531号村上神林線
新潟県道531号村上神林線（にいがたけんどう531ごう むらかみかみはやしせん）は、新潟県村上市内を通る一般県道である。

## 概要

### 路線データ
- 起点：新潟県村上市大町（新潟県道286号岩船港線・新潟県道530号村上停車場線交点）
- 終点：新潟県村上市上助渕字谷地（国道7号交点）
- 終点（バイパス）：新潟県村上市上助渕（国道7号・国道290号交点）

## 地理

### 通過する自治体
- 新潟県村上市

### 接続する道路
- 新潟県道530号村上停車場線（起点：大町交差点）
- 新潟県道286号岩船港線（大町交差点（起点） - 羽黒町交差点で重複）
- 新潟県道531号村上神林線（バイパス）（村上市上助渕）
- 国道7号（終点：上助渕交差点）

バイパス（村上市上助渕地内）
- 新潟県道531号村上神林線（現道）（村上市上助渕）
- 日本海東北自動車道・新潟県道286号岩船港線（バイパス）（村上瀬波温泉IC、上助渕丸山交差点）
- 国道7号・国道290号（終点：瀬波温泉IC入口交差点）

### 周辺
- 村上税務署
- 新潟地方法務局村上支局
- 新潟家庭裁判所村上出張所
- 村上簡易裁判所
- 村上市役所
- 村上市立村上小学校
- 村上市立神納東小学校
- 第四北越銀行村上支店
- 第四北越銀行村上中央支店
- 大光銀行村上支店
- 新潟県労働金庫村上支店
- 村上信用金庫本店
- 村上小町郵便局
- YZマート村上店
- ひらせいホームセンター村上店
- 原信村上インター店
- ファッションセンターしまむら村上店
- 西松屋マーケットシティ村上店
- クスリのコダマ村上店
- ドラッグトップス村上国道店
- イエローハット村上インター店
- ミスタータイヤマン村上
- 臥牛山（標高 135m）
  - 村上城跡
- 村上体育館
- 村上歴史文化館
- 村上市郷土資料館

## その他
- 路線名の「神林」は、終点付近の旧自治体名（新潟県岩船郡神林村）に由来する。